# Miroslavské Knínice
Obec Miroslavské Knínice, původně Německé Knínice (německy Deutsch Knönitz) se nachází v okrese Znojmo v Jihomoravském kraji. Žije zde 351 obyvatel.

## Historie
První zmínka o pánech Knínického zámku z doby Markrabství moravského pochází z roku 1262, v roce 1368 Jaroslav z Knínic († asi 1382) zastával úřad hofmistra na lucemburském knížecím dvoře markraběte Jana Jindřicha. Obec samotná je zmíněna až v roce 1349. Roku 1752 panství získal rakouský státník Fridrich Vilém Haugwitz, pán Bílska, který zemřel roku 1765.
Navzdory svému historickému názvu, obec byla vždy obydlena pouze česky mluvícími obyvateli.[zdroj⁠?!] V roce 1923 byla obec přičleněna k Miroslavi a osamostatnila se v roce 1946.

## Pamětihodnosti
- Kostel svatého Mikuláše
- Socha svatého Jana Nepomuckého
- Zámek Miroslavské Knínice